# زیست خاور

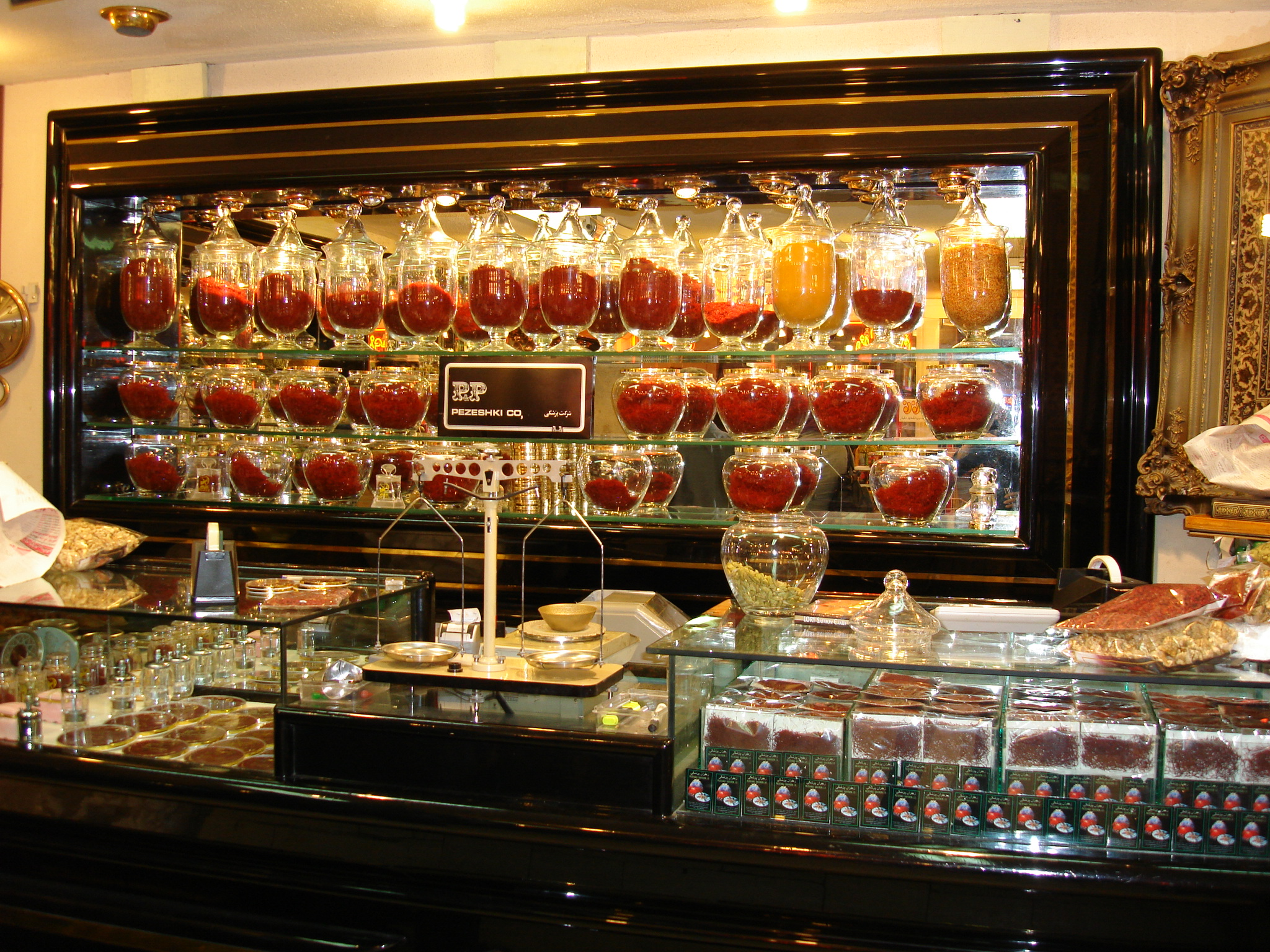
یکی از مغازه‌های مجتمع زیست باختر

مرکز خرید زیست باختر مرکز خرید، اقامتی و تفریحی در مرکز شهر مشهد و در نزدیکی میدان شریعتی قرار گرفته‌است و از اماکن مذهبی و نقاط دیدنی شهر فاصله چندانی ندارد. ساخت این مجموعه در سال ۱۳۵۵ آغاز شد و در تابستان ۱۳۵۶ بازگشایی شد. این مجموعه نخستین مرکز خرید مدرن ایران می باشد.

## ویژگی‌ها و مشخصات مجتمع
نمای ساختمان: سنگ و شیشه
نوع سازه: بتن و فلز
زیر بنا: مساحت زمین ۱۰٬۰۰۰ متر مربع که در سه طرف آن خیابان واقع شده و دارای ورودی از سه طرف می‌باشد. آپارتمان‌ها و قسمتهای تجاری چنان طرح‌ریزی گردیده‌است تا در آن‌ها محیطی برای زندگی و تجارت ایجاد گردد. آپارتمان‌ها بر روی یک پی چند طبقه‌ای بنا گردیده‌اند که شامل انواع مغازهها، رستورانها، مراکز تفریحی، شهربازی و پارکینگ می‌باشد.

## آمار
برج اقامتی با زیر بنای ۳۱٬۱۰۷ متر مربع، شامل ۱۹۸ واحد در ۱۵ طبقه.
مجتمع تجاری با زیر بنای ۲۹٬۷۱۰ متر مربع، شامل ۶۹۸ واحد در ۴ طبقه.
- طبقه همکف با ۱۷۰ واحد تجاری و شعبه بانک تجارت
- طبقه بعلاوه یک با ۱۹۳ واحد تجاری و شعبه بانک ارزی، بیمه، بورس، آژانس مسافرتی و رستوران
- طبقه منهای یک با ۱۷۷ واحد تجاری
- طبقه منهای دو با ۱۵۲ واحد تجاری و کافی شاپ
- پارکینگ تجاری با زیر بنای ۱۱٬۲۳۳ متر مربع در ۴ طبقه و ۲۷۹ واحد.
- پارکینگ طبقاتی زیر برج در ۴ طبقه و ۲۲۰ واحد.

## تجهیزات
- پله برقی برای کلیه طبقات تجاری:

جمعاً ۶ پلکان برقی در بخش‌های تجاری مورد استفاده می‌باشد که توانائی حمل و نقل ۱۶٬۰۰۰ نفر را در ساعت داراست. پلکان‌های برقی در دو ردیف جداگانه نصب گردیده‌اند تا برای هر یک از طبقات تجاری خدمات پیوسته‌ای را تأمین نمایند.
- آسانسور نفربر و باربری:

در بخش‌های تجاری و طبقات پارکینگ دو آسانسور ویژه سرنشین هر یک با ظرفیت ۶۰۰ کیلوگرم و یک آسانسور خدمات با ظرفیت ۱٬۱۲۵ کیلوگرم مورد استفاده مستاجرین و خدمات تجاری خواهد بود.
- روشنائی داخل فضاهای عمومی:

بخشهای تجاری بوسیله یک سیستم استاندارد چراغ‌های فلورسنت تأمین می‌گردد و در محوطه‌های مخصوص از چراغ‌های غیر فلورسنت استفاده خواهد شد.

## ایمنی سازه
نظر به سیم کشی قدیمی سازه، فرسودگی ساختمان و مجاورت آن با کوچه‌های کم عرض و تنگ، نگرانی‌هایی را پیرامون ایمنی این ساختمان در برابر حوادث رقم زده و احتمال دچار شدن سرنوشتش به حادثه آتش‌سوزی ساختمان پلاسکو تهران را افزایش داده.